# Forbol
Forbol é um componente orgânico de origem vegetal. É um membro da família tigliane dos diterpenos. Forbol foi isolado pela primeira vez em 1934 como produto da hidrólise de óleo de cróton, que é derivado das sementes da Cróton Pulga, Croton tiglium  A estrutura deste composto foi determinado em 1967  e ele é muito solúvel na maior parte dos solventes orgânicos polares, assim como a água.
Vários ésteres de forbol têm propriedades biológicas importantes, a mais notável das quais é a capacidade para atuar como promotores de tumor, através da ativação da proteína cinase C.  Eles imitam diacilgliceróis, derivados do glicerol, em que dois grupos hidroxila tenham reagido com ácidos graxos para formar ésteres. O éster de forbol mais comum é a 12-O-tetradecanoilforbol-13-acetato (TPA), também chamado de Phorbol-12-miristato-13-acetato (PMA), o qual é utilizado como uma ferramenta de investigação médica em modelos de oncogênese. TPA, juntamente com ionomicina, pode também ser utilizado para estimular a ativação de células T, proliferação e produção de citocinas, e é utilizado em protocolos de coloração intracelular destas citocinas.
O composto crotocaudina extraído da casca do caule da planta medicinal Croton tiglium Linn. por sua toxidade para o caracol vetor de água doce (Lymnaea acuminata Lamarck) da Fasciola hepatica e Fasciola gigantica, que causam imensos danos ao homem e a seus animais domésticos, tem sido recomendado como potente moluscicidas tanto por seu baixo custo (comparados com os moluscicidas sintéticos)  disponibilidade (facilmente solúvel em água) e por relativa segurança quanto a intoxicação dos animais não visados.

## Referencias
1. ↑  Flaschenträger B, v. Wolffersdorff R (1934). «Über den Giftstoff des Crotonöles. 1. Die Säuren des Crotonöles». Helvetica Chimica Acta. 17 (1): 1444–1452. doi:10.1002/hlca.193401701179
2. ↑  Flaschenträger B, Wigner G (1942). «Über den Giftstoff des Crotonöles. V. Die Gewinnung von Crotonharz, Dünnem Öl und Phorbol aus dem Crotonöl durch Alkoholyse». Helvetica Chimica Acta. 25 (3): 569–581. doi:10.1002/hlca.19420250315
3. ↑  Kauffmann T, Neumann H,  Lenhardt K (1959). «Zur Konstitution des Phorbols, I. Über die reduzierende Gruppe des Phorbols». Chemische Berichte. 92 (8): 1715–1726. doi:10.1002/cber.19590920802
4. ↑  Kauffmann T, Eisinger A, Jasching W, Lenhardt K (1959). «Zur Konstitution des Phorbols, I. Über die reduzierende Gruppe des Phorbols». Chemische Berichte. 92 (8): 1727–1738. doi:10.1002/cber.19590920803
5. ↑  Tseng S-S, van Duuren BL, Solomon JJ (1977). «Synthesis of 4aα-Phorbol 9-Myristate 9a-Acetate and Related Esters». J. Org. Chem. 42 (33): 3645–3649. doi:10.1021/jo00443a002
6. ↑  Hecker E, Bartsch H, Bresch H, Gschwendt M, Härle B, Kreibich G, Kubinyi H, Schairer HU, v. Szczepanski C, Thielmann HW (1967). «Structure and Stereochemistry of the Tetracyclic Diterpene Phorbol from Croton tiglium L». Tetrahedron Letters. 8 (33): 3165–3170. doi:10.1016/S0040-4039(01)89890-7
7. ↑  Pettersen RC, Ferguson G, Crombie L, Games ML, Pointer DJ (1967). «The Structure and Stereochemistry of Phorbol, Diterpene Parent of Co-carcinogens of Croton Oil». Chem. Commun. (London). 1967 (14): 716–717. doi:10.1039/C19670000716
8. ↑  Blumberg PM (1988). «Protein Kinase C as the Receptor for the Phorbol Ester Tumor Promoters: Sixth Rhoads Memorial Award Lecture» (pdf). Cancer Res. 48 (1): 1–8. PMID 3275491
9. ↑  «Flow Cytometry Intracellular Staining Guide». eBioscience, Inc. Consultado em 25 de setembro de 2011
10. ↑  SALATINO, Antonio; SALATINO, Maria L. Faria; NEGRI, Giuseppina. Traditional uses, chemistry and pharmacology of Croton species (Euphorbiaceae). J. Braz. Chem. Soc.,  São Paulo ,  v. 18, n. 1, p. 11-33,    2007 .   Available from <http://www.scielo.br/scielo.php?script=sci_arttext&pid=S0103-50532007000100002&lng=en&nrm=iso>. access on  02  Feb.  2020.  http://dx.doi.org/10.1590/S0103-50532007000100002.
11. ↑  Yadav, R. P., & Singh, A. (2010). Toxic Effects of Crotocaudin Extracted from the Medicinal Plant Croton tiglium. Zeitschrift Für Naturforschung C, 65(5-6), 327–336. doi:10.1515/znc-2010-5-604 Abstract / PDF Aces. Feb. 2020